# Adolfo Grosso
Adolfo Grosso (Povegliano, Véneto, 17 de diciembre de 1927 – 28 de julio de 1980) fue un ciclista italiano, que fue profesional entre 1949 y 1957. Sus principales victorias como profesional el Trofeo Baracchi de 1949 (junto a Fiorenzo Magni), la Milán-Turín de 1950, dos etapas de la Volta a Cataluña, una al Tour de Romandía, y sobre todo, una etapa al Giro de Italia de 1954.

## Palmarés
- 1948
  - 1º en la Astico-Brenta
- 1949
  - 1º en la Coppa Caivano
  - 1º en el Trofeo Baracchi (con Fiorenzo Magni)
- 1950
  - 1º en la Milán-Turín
- 1952
  - 1º en el Giro del Veneto
  - Vencedor de una etapa de la Volta a Cataluña
  - Vencedor de 2 etapas de la Vuelta a la Argentina
- 1953
  - 1º en el Giro di Campania
  - Vencedor de una etapa de la Volta a Cataluña
- 1954
  - Vencedor de una etapa al Giro de Italia
- 1955
  - 1º en el Giro del Veneto
- 1956
  - Vencedor de una etapa del Tour de Romandía

### Resultados al Giro de Italia
- 1950. 63.º de la clasificación general
- 1951. 48.º de la clasificación general
- 1952. 41.º de la clasificación general
- 1953. Abandona
- 1954. 22º de la clasificación general. Vencedor de una etapa
- 1955. 42º de la clasificación general
- 1956. Abandona

### Resultados al Tour de Francia
- 1953. Abandona (7ª etapa)